# Getrimd gemiddelde
Het getrimde gemiddelde is het rekenkundig gemiddelde van een reeks getallen, waarvan een bepaald aantal waarden buiten beschouwing gelaten wordt. Gebruikelijk zijn dit enkele van de laagste en hoogste waarnemingen, waardoor het getrimde gemiddelde minder beïnvloed wordt door uitbijters dan het gewone rekenkundig gemiddelde. Een nadeel is dat eventuele informatie die in de weggelaten waarnemingen ligt, niet wordt meegenomen. In het getrimde gemiddelde is gepoogd de voor- en nadelen van het gewone gemiddelde, dat gevoelig is voor uitbijters, en de mediaan, die geen rekening houdt met de overige waarnemingen, te combineren. Afhankelijk van de fractie buiten beschouwing gelaten waarnemingen, spreekt men van het zoveel procent getrimd gemiddelde.

## Definitie
Het {\displaystyle k\,}%-getrimde gemiddelde van een set data is het gemiddelde van de resterende data nadat de {\displaystyle k/2\,}% kleinste en {\displaystyle k/2\,}% grootste data verwijderd zijn.
Men kan dit in formule weergeven, al verduidelijkt dat niets:
Als {\displaystyle x_{1},\ldots ,x_{n}} een in oplopende grootte geordende reeks waarnemingen is, wordt het {\displaystyle k\,}%-getrimd gegeven door:
{\displaystyle {\bar {x}}_{k\%}={\frac {1}{(100-k)\%\cdot n}}\left(x_{(k/2)\%\cdot n}+x_{(k/2)\%\cdot n+1},\ldots ,x_{(100-k/2)\%\cdot n}\right)}
Als {\displaystyle k/2\,}% van {\displaystyle n} geen geheel getal is, wordt dit afgerond naar de dichtstbijzijnde gehele waarde.

## Voorbeeld
Van de zes getallen 1, 2, 3, 4, 4, 6 is het 33%-getrimd gemiddelde het rekenkundig gemiddelde nadat de 33/2% van 6 = 1, dus de laagste en de hoogste waarneming verwijderd zijn:
{\displaystyle {\bar {x}}_{33\%}={\tfrac {1}{4}}(2+3+4+4)={\tfrac {13}{4}}=3{,}25}
Het ongetrimde gemiddelde is {\displaystyle {\tfrac {10}{3}}\approx 3{,}33}
betrouwbaarheid · 
centrummaat · 
gemiddelde · 
gewogen gemiddelde · 
interkwartielafstand · 
kans · 
kansrekening · 
kwartiel · 
mediaan · 
meetkundig gemiddelde · 
modus · 
p-waarde · 
percentiel · 
rekenkundig gemiddelde · 
schatten · 
significantie · 
scheefheid · 
spreiding · 
standaardafwijking · 
statistiek · 
statistische toets · 
steekproef · 
uitbijter · 
variatiecoëfficiënt · 
verdelingsfunctie